# 高州会馆
高州会馆，位于中国广东省湛江市雷州市雷城镇镇中西街，为湛江市雷州市的一个市级文物保护单位，类型为古建筑，公布时间为2001年8月17日。
高州会馆的历史年代为清代。